# Raision Loimu
Il Raision Loimu è una società pallavolistica maschile finlandese, con sede a Raisio: milita nel campionato finlandese di Lentopallon Mestaruusliiga.

## Rosa 2018-2019
| N° | Nome              | Ruolo | Data di nascita  | Nazionalità sportiva |
| -- | ----------------- | ----- | ---------------- | -------------------- |
| 1  | Oskari Keskinen   | O     | 20 luglio 2000   | Finlandia            |
| 2  | Samuli Kaislasalo | O     | 3 agosto 1995    | Finlandia            |
| 3  | Jan Helenius      | S     | 13 ottobre 1996  | Finlandia            |
| 4  | Ville Sihvonen    | L     | 6 settembre 1998 | Finlandia            |
| 5  | Ossi Rumpunen     | O     | 18 aprile 1989   | Finlandia            |
| 6  | Viktor Lindberg   | S     | 27 marzo 1996    | Svezia               |
| 7  | Kasper Vuorinen   | P     | 22 aprile 1984   | Finlandia            |
| 8  | Tomi Saarinen     | P     | 7 maggio 1999    | Finlandia            |
| 9  | Rahko Väinö       | S     | 24 ottobre 2000  | Finlandia            |
| 10 | Karri Sihvonen    | C     | 17 febbraio 1994 | Finlandia            |
| 11 | Pablo Guzmán      | C     | 6 aprile 1988    | Argentina            |
| 12 | Verneri Vetriö    | S     | 10 luglio 1992   | Finlandia            |
| 13 | Iván Márquez      | C     | 4 ottobre 1981   | Venezuela            |
| 14 | Esko Vuorinen     | L     | 1º agosto 1998   | Finlandia            |
| 15 | Tuomas Koppanen   | C     | 10 aprile 1993   | Finlandia            |
| 16 | Aatu Kulmala      | L     | 16 novembre 2000 | Finlandia            |

## Palmarès
- Campionato finlandese: 6

1981-82, 1982-83, 1983-84, 1989-90, 1996-97, 2000-01
- Coppa di Finlandia: 1

2004